# Colin MacLeod
Colin Munro MacLeod (1909 –1972) va ser un genetista estatunidenc-canadenc.

## Biografia
MacLeod estudià medicina a la Universitat McGill.
En els seus anys joves com científic de recerca, MacLeod, junt amb Oswald Avery i Maclyn McCarty, demostraren que l'ADN és el component actiu responsable de la transformació bacteriana—i la base física del gen. McCarty s'uní al laboratori Avery, i el 1942, elgrup centrà la seva atenció en l'ADN com ingredient elusiu en l'extracte de la soca S que podia transformar pneumococcus R en pneumococcus S. El febrer de 1944, aquest tres publicaren la primera sèrie d'informes a Journal of Experimental Medicine demonstrant que l'ADN era el principi transformador. Malgrat la importància d'aquest treball,que va ser conegut com a Experiment d'Avery-MacLeod-McCarty, Avery, MacLeod, i McCarty mai van rebre un Premi Nobel pel seu descobriment.
MacLeod, mentrestant va treballar en temes relacionats amb la salut. Durant la Segona <guerra Mundial, malalties com el tifus, malària, i pneumònia eren amenaces pel personal militar dels Estats Units. Va esdevenir membre oficial de l'Army Epidemiological Board, més tard rebatejat com Armed Forces Epidemiological Board (AFEB). MacLeod en va ser president des de 1947 fins a 1955.
MacLeod va ser elegit membre de la National Academy of Sciences el 1955. El 1960, el director de la NIH James Shannon va demanar a MacLeod que treballés amb la Southeast Asia Treaty Organization (SEATO) per intentar solucionar el problema del còlera.
El 1961, MacLeod va ser president de Life Sciences Panel of President John F. Kennedy tambévaser conseller en temes de salut pública del President Lyndon B. Johnson